# Птици в България
На територията на България са регистрирани 409 съвременни (рецентни) вида птици, като една част вече се считат за изчезнали от пределите на страната, а друга са единични мигриращи екземпляри. Още 8 установени вида, които не се включват официално в националния списък на птиците, са възможно или със сигурност избягали от колекции и зоопаркове. По-долу следва списък на регистрираните видове, който е подреден в съответствие с класификацията на Sibley & Monroe.
Измрелите видове (изчезнали въобще) или изкопаеми (фосилни птици в България), както и онези от съвременните, които са известни по костните им останки от праисторическо време (до плейстоцена), възлизат на около 300 вида.
В списъка са използвани означения за някои видове:
- (В) (голяма численост), (в) (малка численост или единично наблюдение) – вагрант – вид, случаен посетител на територията на страната;
- (ЧК) – вид, включен в Червената книга на България, 1985 година

## Списък на птиците в България
| Вид                                                         | Име на български                 | Разпространение в България | Природозащитен статут (IUCN) (Червена книга на България) | Звук | Снимка (мъжки) | Снимка (женска) | Снимка (млад) | Илюстрация | Видео | Забележка                                                      |
| Разред: Anseriformes (Гъскоподобни)                         |                                  |                            |                                                          |      |                |                 |               |            |       |                                                                |
| Семейство: Anatidae (Патицови)                              |                                  |                            |                                                          |      |                |                 |               |            |       |                                                                |
| Род: Anas (Патици)                                          |                                  |                            |                                                          |      |                |                 |               |            |       |                                                                |
| Anas acuta (Linnaeus, 1758)                                 | Шилоопашата патица (Кълкуйрук)   |                            |                                                          |      |                |                 |               |            |       |                                                                |
| Anas angustirostris (Linnaeus, 1758)                        | Мраморна патица                  |                            |                                                          |      |                |                 |               |            |       | Единствен представител на род Marmaronetta (Мраморни патици)   |
| Anas carolinensis Gmelin, 1789)                             | Каролинско зимно бърне           |                            |                                                          |      |                |                 |               |            |       | Счита се и за подвид на Anas crecca carolinensis (Зимно бърне) |
| Anas clypeata (Linnaeus, 1758)                              | Клопач (Лопатарка)               |                            |                                                          |      |                |                 |               |            |       |                                                                |
| Anas crecca (Linnaeus, 1758)                                | Зимно бърне (Примкар, Завирушка) |                            |                                                          |      |                |                 |               |            |       |                                                                |
| Anas falcata (Georgi, 1775)                                 | Сърпокрила патица                |                            |                                                          |      |                |                 |               |            |       |                                                                |
| Anas penelope (Linnaeus, 1758)                              | Фиш (Фиовец, Патица свирачка)    |                            |                                                          |      |                |                 |               |            |       |                                                                |
| Anas platyrhynchos (Linnaeus, 1758)                         | Зеленоглава патица               |                            |                                                          |      |                |                 |               |            |       |                                                                |
| Anas querquedula (Linnaeus, 1758)                           | Лятно бърне (Чакръкчийка)        |                            |                                                          |      |                |                 |               |            |       |                                                                |
| Anas strepera (Linnaeus, 1758)                              | Сива патица                      |                            |                                                          |      |                |                 |               |            |       |                                                                |
| Род: Anser (Гъски)                                          |                                  |                            |                                                          |      |                |                 |               |            |       |                                                                |
| Anser albifrons (Scopoli, 1769)                             | Голяма белочела гъска            |                            |                                                          |      |                |                 |               |            |       |                                                                |
| Anser anser (Linnaeus, 1758)                                | Сива гъска                       |                            |                                                          |      |                |                 |               |            |       |                                                                |
| Anser brachyrhynchus (Baillon, 1834)                        | Късоклюна гъска                  |                            |                                                          |      |                |                 |               |            |       |                                                                |
| Anser erythropus (Linnaeus, 1758)                           | Малка белочела гъска             |                            |                                                          |      |                |                 |               |            |       |                                                                |
| Anser fabalis (Latham, 1787)                                | Посевна гъска                    |                            |                                                          |      |                |                 |               |            |       |                                                                |
| Род: Aythya (Потапници)                                     |                                  |                            |                                                          |      |                |                 |               |            |       |                                                                |
| Aythya ferina (Linnaeus, 1758)                              | Кафявоглава потапница            |                            |                                                          |      |                |                 |               |            |       |                                                                |
| Aythya fuligula (Linnaeus, 1758)                            | Качулата потапница               |                            |                                                          |      |                |                 |               |            |       |                                                                |
| Aythya marila (Linnaeus, 1761)                              | Планинска потапница              |                            |                                                          |      |                |                 |               |            |       |                                                                |
| Aythya nyroca (Guldenstadt, 1770)                           | Белоока потапница                |                            |                                                          |      |                |                 |               |            |       |                                                                |
| Род: Branta (Черни гъски)                                   |                                  |                            |                                                          |      |                |                 |               |            |       |                                                                |
| Branta bernicla (Linnaeus, 1758)                            | Черна гъска                      |                            |                                                          |      |                |                 |               |            |       |                                                                |
| Branta canadensis (Linnaeus, 1758)                          | Канадска гъска                   |                            |                                                          |      |                |                 |               |            |       |                                                                |
| Branta leucopsis (Bechstein, 1803)                          | Белобуза гъска                   |                            |                                                          |      |                |                 |               |            |       |                                                                |
| Branta ruficollis (Pallas, 1769)                            | Червеногуша гъска                |                            |                                                          |      |                |                 |               |            |       |                                                                |
| Род: Bucephala (Звънарки)                                   |                                  |                            |                                                          |      |                |                 |               |            |       |                                                                |
| Bucephala clangula (Linnaeus, 1758)                         | Звънарка                         |                            |                                                          |      |                |                 |               |            |       |                                                                |
| Род: Clangula (Ледени потапници)                            |                                  |                            |                                                          |      |                |                 |               |            |       |                                                                |
| Clangula hyemalis (Linnaeus, 1758)                          | Ледена потапница                 |                            |                                                          |      |                |                 |               |            |       |                                                                |
| Род: Cygnus (Лебеди)                                        |                                  |                            |                                                          |      |                |                 |               |            |       |                                                                |
| Cygnus bewickii (Ord, 1815)                                 | Малък (тундров) лебед            |                            |                                                          |      |                |                 |               |            |       |                                                                |
| Cygnus cygnus (Linnaeus, 1758)                              | Поен лебед                       |                            |                                                          |      |                |                 |               |            |       |                                                                |
| Cygnus olor (J. F. Gmelin, 1789)                            | Ням лебед                        |                            |                                                          |      |                |                 |               |            |       |                                                                |
| Род: Marmaronetta (Мраморни патици (обединявана с Род Anas) |                                  |                            |                                                          |      |                |                 |               |            |       |                                                                |
| Marmaronetta angustirostris (Menetries, 1832)               | Мраморна патица                  |                            |                                                          |      |                |                 |               |            |       |                                                                |
| Род: Melanitta (Траурни потапници)                          |                                  |                            |                                                          |      |                |                 |               |            |       |                                                                |
| Melanitta fusca (Linnaeus, 1758)                            | Кадифена потапница               |                            |                                                          |      |                |                 |               |            |       |                                                                |
| Melanitta nigra (Linnaeus, 1758)                            | Траурна потапница                |                            |                                                          |      |                |                 |               |            |       |                                                                |
| Род: Mergus (Нирци)                                         |                                  |                            |                                                          |      |                |                 |               |            |       |                                                                |

### РазредAnseriformes-- Гъскоподобни
- Семейство Anatidae -- Патицови

- - Род Mergus -- Нирци
    - Mergus albellus -- Малък нирец
    - Mergus merganser (Linnaeus, 1758) -- Голям нирец
    - Mergus serrator (Linnaeus, 1758) -- Среден нирец

  - Род Netta -- Червеноклюни потапници
    - Netta rufina (Pallas, 1773) -- Червеноклюна потапница (ЧК)

  - Род Oxyura -- Тръноопашати потапници
    - Oxyura leucocephala (Scopoli, 1769) -- Тръноопашата потапница (ЧК)

  - Род Somateria -- Гаги
    - Somateria mollissima (Linnaeus, 1758) -- Обикновена гага (ЧК)

  - Род Tadorna -- Ангъчи
    - Tadorna ferruginea (Pallas, 1764) -- Червен ангъч (ЧК)
    - Tadorna tadorna (Linnaeus, 1758) -- Бял ангъч (ЧК)

### РазредGalliformes-- Кокошоподобни
- Семейство Phasianidae -- Фазанови
  - Род Alectoris -- Кеклици
    - Alectoris chukar -- Тракийски кеклик
    - Alectoris graeca -- Планински кеклик

  - Род Coturnix -- Пъдпъдъци
    - Coturnix coturnix -- Пъдпъдък

  - Род Perdix -- Яребици
    - Perdix perdix -- Яребица

  - Род Phasianus -- Фазани
    - Phasianus colchicus -- Колхидски фазан (ЧК)
- Семейство Tetraonidae -- Тетревови
  - Род Lagopus
    - Lagopus muta -- Тундрова яребица (в)

  - Род Tetrao -- Тетреви
    - Tetrao tetrix -- Тетрев (ЧК)
    - Tetrao urogallus -- Глухар (ЧК)

  - Род Tetrastes -- Лещарки
    - Tetrastes bonasia -- Лещарка (ЧК)

### РазредGaviiformes-- Гмуркачоподобни
- Семейство Gaviidae -- Гмуркачови
  - Род Gavia -- Гмуркачи
    - Gavia adamsii -- Жълтоклюн гмуркач (в)
    - Gavia arctica -- Черногуш гмуркач (ЧК)
    - Gavia immer -- Черноклюн гмуркач, северен гмуркач (в)
    - Gavia stellata -- Червеногуш гмуркач

### РазредPodicipediformes-- Гмурецоподобни
- Семейство Podicipedidae -- Гмурецови
  - Род Podiceps -- Гмурци
    - Podiceps auritus -- Ушат гмурец
    - Podiceps cristatus -- Голям гмурец
    - Podiceps grisegena -- Червеноврат гмурец (ЧК)
    - Podiceps nigricollis -- Черноврат гмурец (ЧК)

  - Род Tachybaptus -- Малки гмурци
    - Tachybaptus ruficollis -- Малък гмурец

### РазредProcellariiformes-- Буревестникоподобни
- Семейство Procellariidae -- Буревестникови
  - Род Calonectris -- Жълтоклюни буревестници
    - Calonectris diomedea -- Жълтоклюн буревестник (в)

  - Род Puffinus -- Обикновени буревестници
    - Puffinus puffinus -- Обикновен буревестник, атлантически буревестник (в)
    - Puffinus yelkouan -- Източен буревестник, средиземноморски буревестник

### РазредPelecaniformes-- Пеликаноподобни
- Семейство Pelecanidae -- Пеликанови
  - Род Pelecanus -- Пеликани
    - Pelecanus crispus -- Къдроглав пеликан (ЧК)
    - Pelecanus onocrotalus -- Розов пеликан (ЧК)
- Семейство Phalacrocoracidae -- Корморанови
  - Род Phalacrocorax -- Корморани
    - Phalacrocorax aristotelis -- Качулат корморан (ЧК)
    - Phalacrocorax carbo -- Голям корморан (ЧК)
    - Phalacrocorax pygmeus -- Малък корморан (ЧК)
- Семейство Sulidae -- Рибоядови
  - Род Morus -- Рибояди
    - Morus bassanus -- Бял рибояд (в)

### РазредCiconiiformes-- Щъркелоподобни
- Семейство Ardeidae -- Чаплови
  - Род Ardea -- Чапли (Обикновени чапли)
    - Ardea alba -- Голяма бяла чапла (преди включвана в Род Egretta, като Egretta alba) (ЧК)
    - Ardea cinerea -- Сива чапла
    - Ardea purpurea -- Червена (ръждива) чапла (ЧК)

  - Род Ardeola -- Гривести чапли
    - Ardeola ralloides -- Гривеста чапла

  - Род Botaurus -- Големи водни бикове
    - Botaurus stellaris -- Голям воден бик (ЧК)

  - Род Bubulcus -- Биволски чапли
    - Bubulcus ibis -- Биволска чапла (в)

  - Род Egretta -- Бели чапли
    - Egretta garzetta -- Малка бяла чапла
    - Egretta gularis -- Рифова чапла (в)

  - Род Ixobrychus -- Малки водни бикове
    - Ixobrychus minutus -- Малък воден бик

  - Род Nycticorax -- Нощни чапли
    - Nycticorax nycticorax -- Нощна чапла
- Семейство Ciconiidae -- Щъркелови
  - Род Ciconia -- Щъркели
    - Ciconia ciconia -- Бял щъркел
    - Ciconia nigra -- Черен щъркел (ЧК)

  - Род Mycteria -- Жълтоклюни щъркели
    - Mycteria ibis -- Жълтоклюн щъркел (в)
- Семейство Phoenicopteridae -- Фламингови
  - Род Phoenicopterus -- Фламинги
    - Phoenicopterus roseus -- Розово фламинго (в), (ЧК)
- Семейство Threskiornithidae -- Ибисови
  - Род Platalea -- Лопатарки
    - Platalea leucorodia -- Лопатарка (ЧК)

  - Род Plegadis -- Ибиси
    - Plegadis falcinellus -- Блестящ ибис (ЧК)

### РазредGruiformes-- Жеравоподобни
- Семейство Gruidae -- Жеравови
  - Род Grus -- Жерави
    - Grus grus -- Сив жерав (ЧК)

  - Род Anthropoides -- Момини жерави
    - Anthropoides virgo -- Момин жерав (в), (ЧК)
- Семейство Rallidae -- Дърдавцови
  - Род Crex -- Ливадни дърдавци
    - Crex crex -- Ливаден дърдавец (ЧК)

  - Род Gallinula -- Зеленоножки
    - Gallinula chloropus -- Зеленоножка

  - Род Fulica -- Лиски
    - Fulica atra -- Лиска

  - Род Porzana -- Пъструшки
    - Porzana parva -- Средна пъструшка
    - Porzana porzana -- Голяма пъструшка
    - Porzana pusilla -- Малка пъструшка

  - Род Rallus -- Дърдавци (Крещелци)
    - Rallus aquaticus -- Крещалец, Воден дърдавец
- Семейство Otidae -- Дроплови
  - Род Otis -- Дропли
    - Otis tarda -- Дропла (ЧК)

  - Род Tetrax -- Стрепети
    - Tetrax tetrax -- Стрепет (в), (ЧК)

### РазредCharadriiformes-- Дъждосвирцоподобни
- Семейство Burhinidae -- Туриликови
  - Род Burhinus -- Турилици
    - Burhinus oedicnemus -- Турилик (ЧК)
- Семейство Charadriidae -- Дъждосвирцови
  - Род Charadrius -- Дъждосвирци
    - Charadrius alexandrinus -- Морски дъждосвирец (ЧК)
    - Charadrius asiaticus -- Каспийски дъждосвирец (в)
    - Charadrius dubius -- Речен дъждосвирец
    - Charadrius hiaticula -- Пясъчен дъждосвирец
    - Charadrius leschenaultii -- Дългокрак (дебелоклюн) дъждосвирец (в)
    - Charadrius morinellus -- Планински дъждосвирец

  - Род Haematopus -- Стридояди
    - Haematopus ostralegus -- Стридояд (ЧК)

  - Род Himantopus -- Кокилобегачи
    - Himantopus himantopus -- Кокилобегач (ЧК)

  - Род Pluvialis -- Булки
    - Pluvialis apricaria -- Златиста булка
    - Pluvialis squatarola -- Сребриста булка

  - Род Recurvirostra -- Саблеклюни
    - Recurvirostra avosetta -- Саблеклюн (ЧК)

  - Род Vanellus -- Калугерици
    - Vanellus gregarius -- Степна калугерица (в)
    - Vanellus leucurus -- Белоопашата калугерица (в)
    - Vanellus spinosus -- Шипокрила калугерица (в)
    - Vanellus vanellus -- Обикновена калугерица
- Семейство Glareolidae -- Огърличникови
  - Род Glareola -- Огърличници
    - Glareola nordmanni -- Чернокрил огърличник
    - Glareola pratincola -- Кафявокрил огърличник (ЧК)
- Семейство Laridae -- Чайкови
  - Род Chlidonias --
    - Chlidonias hybridus -- Белобуза рибарка (ЧК)
    - Chlidonias leucoptera -- Белокрила рибарка
    - Chlidonias niger -- Черна рибарка (ЧК)

  - Род Gelochelidon -- Дебелоклюни рибарки
    - Gelochelidon nilotica -- Дебелоклюна рибарка (ЧК)

  - Род Hydroprogne -- Каспийски рибарки
    - Hydroprogne caspia -- Каспийска рибарка (ЧК)

  - Род Larus -- Чайки
    - Larus argentatus -- Сребриста чайка (Гларус)
    - Larus atricilla – Карибска чайка (в)
    - Larus audouinii -- Средиземноморска чайка (в)
    - Larus cachinans -- Каспийска жълтокрака чайка
    - Larus canus -- Чайка буревестница
    - Larus delawarensis -- Пръстенчатоклюна чайка (в)
    - Larus fuscus -- Малка черногърба чайка
    - Larus genei -- Дългоклюна (тънкоклюна) чайка (ЧК)
    - Larus hyperboreus – Голяма белокрила чайка (в)
    - Larus ichthyaetus -- Голяма черноглава чайка (В)
    - Larus marinus -- Голяма черногърба чайка (в)
    - Larus melanocephalus -- Малка черноглава чайка (ЧК)
    - Larus michahellis – Средиземноморска жълтокрака чайка
    - Larus minutus -- Малка чайка
    - Larus relictus -- Реликтна чайка (в)
    - Larus ridibundus -- Речна чайка (ЧК)

  - Род Rissa -- Трипръсти чайки
    - Rissa tridactyla -- Трипръста чайка (в)

  - Род Stercorarius -- Морелетници (Морелетникови)
    - Stercorarius longicaudus -- Малък (дългоопашат) морелетник
    - Stercorarius parasiticus -- Среден (остроопашат) морелетник
    - Stercorarius pomarinus -- Голям (тъпоопашат) морелетник
    - Stercorarius skua -- Скуа

  - Род Sterna -- Рибарки
    - Sterna albifrons -- Белочела рибарка (ЧК)
    - Sterna hirundo -- Речна рибарка
    - Sterna paradisaea -- Полярна рибарка (в)

  - Род Thalasseus -- Гривести рибарки
    - Thalasseus sandvicensis -- Гривеста рибарка

  - Род Uria -- Кайри
    - Uria aalge -- Тънкоклюна кайра (в)

  - Род Xema -- Вилоопашати чайки
    - Xema sabini -- Вилоопашата чайка (в)
- Семейство Scolopacidae -- Бекасови
  - Род Actitis -- Кюкавци
    - Actitis macularia -- Петнист кюкавец (в)
    - Actitis hypoleucos -- Късокрил кюкавец

  - Род Arenaria -- Камъкообръщачи
    - Arenaria interpres -- Камъкообръщач

  - Род Calidris -- Брегобегачи
    - Calidris acuminata – Остроопашат брегобегач (в)
    - Calidris alba -- Трипръст брегобегач
    - Calidris alpina -- Тъмногръд брегобегач
    - Calidris canutus -- Голям брегобегач
    - Calidris ferruginea -- Кривоклюн брегобегач
    - Calidris melanotos – Цветногръд брегобегач (в)
    - Calidris minuta -- Малък брегобегач
    - Calidris temminckii -- Сив брегобегач

  - Род Gallinago -- Бекасини
    - Gallinago gallinago -- Средна бекасина (ЧК)
    - Gallinago media -- Голяма бекасина (ЧК)

  - Род Limicola -- Блатобегачи
    - Limicola falcinellus -- Плоскоклюн блатобегач

  - Род Limosa -- Крайбрежени бекаси
    - Limosa lapponica -- Пъстроопашат крайбрежен бекас
    - Limosa limosa -- Черноопашат крайбрежен бекас

  - Род Lymnocryptes -- Малки бекасини
    - Lymnocryptes minimus -- Малка бекасина (Глухарче)

  - Род Numenius -- Свирци
    - Numenius arquata -- Голям свирец
    - Numenius phaeopus -- Малък свирец
    - Numenius tenuirostris -- Тънкоклюн (Среден) свирец (в)

  - Род Phalaropus -- Листокраки (Листокраци)
    - Phalaropus fulicarius -- Плоскоклюн листокрак (листоног) (в)
    - Phalaropus lobatus -- Тънкоклюн листокрак (листоног)

  - Род Philomachus -- Бойници
    - Philomachus pugnax -- Бойник

  - Род Scolopax -- Бекаси (Горски бекаси)
    - Scolopax rusticola -- Горски бекас (ЧК)

  - Род Tringa -- Водобегачи
    - Tringa erythropus -- Голям червенокрак водобегач
    - Tringa glareola -- Малък горски водобегач
    - Tringa nebularia -- Голям зеленокрак водобегач
    - Tringa ochropus -- Голям горски водобегач (ЧК)
    - Tringa stagnatilis -- Малък зеленокрак водобегач (ЧК)
    - Tringa totanus -- Малък червенокрак водобегач (ЧК)

  - Род Tryngites --
    - Tryngites subruficollis -- Ръждивогръд брегобегач, жълтогърд дъждосвирец (в)

  - Род Xenus -- Пепеляви брегобегачи
    - Xenus cinereus -- Пепеляв брегобегач

### РазредAccipitriformes-- Ястребоподобни
- Семейство Accipitridae -- Ястребови
  - Род Accipiter -- Ястреби
    - Accipiter brevipes -- Късопръст ястреб (ЧК)
    - Accipiter gentilis -- Голям ястреб (ЧК)
    - Accipiter nisus -- Малък ястреб (ЧК)

  - Род Aegypius -- Черни лешояди
    - Aegypius monachus -- Черен лешояд (ЧК)

  - Род Aquila -- Орли
    - Aquila chrysaetos -- Скален орел (ЧК)
    - Aquila clanga -- Голям креслив орел (ЧК)
    - Aquila heliaca -- Царски (Кръстат) орел (ЧК)
    - Aquila nipalensis -- Степен орел (ЧК)
    - Aquila pomarina -- Малък креслив орел (ЧК)

  - Род Buteo -- Мишелови
    - Buteo buteo -- Обикновен мишелов
    - Buteo lagopus -- Северен мишелов
    - Buteo rufinus -- Белоопашат мишелов (ЧК)

  - Род Circaetus -- Орли змияри
    - Circaetus gallicus -- Орел змияр

  - Род Circus -- Блатари
    - Circus aeruginosus -- Тръстиков блатар (ЧК)
    - Circus cyaneus -- Полски блатар (ЧК)
    - Circus macrourus -- Степен блатар (ЧК)
    - Circus pygargus -- Ливаден блатар (ЧК)

  - Род Elanus -- Пепеляви кани
    - Elanus caeruleus -- Пепелява каня (В)

  - Род Gypaetus -- Брадати лешояди
    - Gypaetus barbatus -- Брадат лешояд (в), (ЧК)

  - Род Gyps -- Белоглави лешояди
    - Gyps fulvus -- Белоглав лешояд (ЧК)

  - Род Haliaeetus -- Морски орли
    - Haliaeetus albicilla -- Морски орел (ЧК)

  - Род Hieraaetus -- Ястребови орли (въз основа на ДНК-анализ включен в Род Aquila -- Орли)
    - Hieraaetus fasciatus -- Ястребов орел (ЧК)
    - Hieraaetus pennatus -- Малък орел (ЧК)

  - Род Milvus -- Кани
    - Milvus migrans -- Черна каня (ЧК)
    - Milvus milvus -- Червена каня (ЧК)

  - Род Neophron -- Египетски лешояди
    - Neophron percnopterus -- Египетски лешояд (ЧК)

  - Род Pandion -- Орли рибари
    - Pandion haliaetus -- Орел рибар (ЧК)

  - Род Pernis -- Осояди
    - Pernis apivorus -- Осояд (ЧК)
- Семейство Falconidae -- Соколови
  - Род Falco -- Соколи
    - Falco biarmicus -- Далматински сокол (в), (ЧК)
    - Falco cherrug -- Ловен сокол (ЧК)
    - Falco columbarius -- Малък сокол
    - Falco eleonorae -- Средиземноморски сокол (В)
    - Falco naumanni -- Белошипа ветрушка (ЧК)
    - Falco peregrinus -- Сокол скитник
    - Falco subbuteo -- Сокол орко (Орко) (ЧК)
    - Falco tinnunculus -- Черношипа ветрушка, керкенез
    - Falco vespertinus -- Вечерна (червенонога) ветрушка (ЧК)

### РазредStrigiformes-- Совоподобни
- Семейство Strigidae -- Совови
  - Род Aegolius -- Пернатоноги кукумявки
    - Aegolius funereus -- Пернатонога кукумявка (ЧК)

  - Род Asio -- Сови
    - Asio flammeus -- Блатна сова (ЧК)
    - Asio otus -- Горска ушата сова

  - Род Athene -- Кукумявки (Домашни кукумявки)
    - Athene noctua -- Домашна кукумявка

  - Род Bubo -- Бухали
    - Bubo bubo -- Бухал (ЧК)

  - Род Glaucidium -- Малки кукумявки
    - Glaucidium passerinum -- Малка (Врабчова) кукумявка (ЧК)

  - Род Otus -- Чухали
    - Otus scops -- Чухал

  - Род Strix -- Улулици
    - Strix aluco -- Горска улулица
    - Strix uralensis -- Уралска улулица (ЧК)
- Семейство Tytonidae -- Забулени сови
  - Род Tyto -- Забулени сови
    - Tyto alba -- Забулена сова (ЧК)

### РазредCuculiformes-- Кукувицоподобни
- Семейство Cuculidae -- Кукувицови
  - Род Cuculus -- Кукувици
    - Cuculus canorus -- Кукувица (Обикновена кукувица)

  - Род Clamator -- Качулати кукувици
    - Clamator glandarius -- Качулата кукувица

### РазредColumbiformes-- Гълъбоподобни
- Семейство Columbidae -- Гълъбови
  - Род Columba -- Гълъби
    - Columba livia -- Див скален гълъб (Скален гълъб)
    - Columba oenas -- Гълъб хралупар (ЧК)
    - Columba palumbus -- Гривяк

  - Род Streptopelia -- Гургулици
    - Streptopelia decaocto -- Гугутка
    - Streptopelia senegalensis -- Малка гургулица
    - Streptopelia turtur -- Гургулица

### РазредPteroclidiformes-- Пустинаркоподобни
- Семейство Pteroclididae -- Пустинаркови
  - Род Syrrhaptes -- Пустинарки
    - Syrrhaptes paradoxus -- Пухопръста пустинарка

### РазредCaprimulgiformes-- Козодоеподобни
- Семейство Caprimulgidae -- Козодоеви
  - Род Caprimulgus -- Козодои
    - Caprimulgus europaeus -- Козодой

### РазредApodiformes-- Бързолетоподобни
- Семейство Apodidae -- Бързолетови
  - Род Apus -- Бързолети
    - Apus affinis – Малък бързолет (в)
    - Apus apus -- Черен бързолет
    - Apus melba -- Алпийски (белогръд) бързолет
    - Apus pallidus -- Блед бързолет

### РазредCoraciiformes-- Синявицоподобни
- Семейство Alcedinidae -- Земеродни рибарчета
  - Род Alcedo -- Земеродни рибарчета
    - Alcedo atthis -- Земеродно рибарче

  - Род Halcyon
    - Halcyon smyrnensis – Белогръдо земеродно рибарче (в)
- Семейство Coraciidae -- Синявицови
  - Род Coracias -- Синявици
    - Coracias garrulus -- Синявица
- Семейство Meropidae -- Пчелоядови
  - Род Merops -- Пчелояди
    - Merops apiaster -- Обикновен пчелояд
    - Merops superciliosus -- Зелен пчелояд (в)
- Семейство Upupidae -- Папунякови
  - Род Upupa -- Папуняци
    - Upupa epops -- Папуняк

### РазредPiciformes-- Кълвачоподобни
- Семейство Picidae -- Кълвачови
  - Род Dryocopus -- Черни кълвачи
    - Dryocopus martius -- Черен кълвач (ЧК)

  - Род Jynx -- Въртошийки
    - Jynx torquilla -- Въртошийка

  - Род Picoides -- Обикновени кълвачи
    - Picoides tridactylus -- Трипръст кълвач (ЧК)

  - Род Dendrocopos -- Пъстри кълвачи
    - Dendrocopos leucotos -- Белогръб кълвач (ЧК)
    - Dendrocopos major -- Голям пъстър кълвач
    - Dendrocopos medius -- Среден пъстър кълвач
    - Dendrocopos minor -- Малък пъстър кълвач
    - Dendrocopos syriacus -- Сирийски пъстър кълвач

  - Род Picus --
    - Picus canus -- Сив кълвач
    - Picus viridis -- Зелен кълвач

### РазредPasseriformes-- Врабчоподобни
- Семейство Aegithalidae -- Дългоопашати синигери
  - Род Aegithalos -- Дългоопашати синигери
    - Aegithalos caudatus -- Дългоопашат синигер
- Семейство Alaudidae -- Чучулигови
  - Род Alauda -- Полски чучулиги
    - Alauda arvensis -- Полска чучулига

  - Род Calandrella --
    - Calandrella brachydactyla -- Късопръста чучулига
    - Calandrella rufescens -- Сива чучулига

  - Род Eremophila -- Ушати чучулиги
    - Eremophila alpestris -- Ушата чучулига

  - Род Galerida -- Качулати чучулиги
    - Galerida cristata -- Качулата чучулига

  - Род Lullula -- Горски чучулиги
    - Lullula arborea -- Горска чучулига

  - Род Melanocorypha --
    - Melanocorypha calandra -- Дебелоклюна чучулига
    - Melanocorypha leucoptera -- Белокрила чучулига (в)
    - Melanocorypha yeltoniensis -- Черна чучулига (в)
- Семейство Bombycillidae -- Копринаркови
  - Род Bombycilla -- Копринарки
    - Bombycilla garrulus -- Копринарка
- Семейство Certhiidae -- Дърволазкови
  - Род Certhia -- Дърволазки
    - Certhia brachydactyla -- Градинска дърволазка
    - Certhia familiaris -- Горска дърволазка

  - Род Troglodytes -- Орехчета
    - Troglodytes troglodytes -- Орехче
- Семейство Cinclidae -- Водни косове
  - Род Cinclus -- Водни косове
    - Cinclus cinclus -- Воден кос, гурлю
- Семейство Cisticolidae -- Пъстроопашати шаварчета
  - Род Cisticola -- Пъстроопашати шаварчета
    - Cisticola juncidis -- Пъстроопашато шаварче (в)
- Семейство Corvidae -- Вранови
  - Род Corvus -- Врани
    - Corvus corax -- Гарван
    - Corvus cornix -- Сива врана
    - Corvus corone -- Черна врана
    - Corvus frugilegus -- Полска врана
    - Corvus monedula -- Чавка

  - Род Garrulus -- Сойки
    - Garrulus glandarius -- Сойка

  - Род Nucifraga -- Сокерици
    - Nucifraga caryocatactes -- Сокерица

  - Род Oriolus -- Авлиги
    - Oriolus oriolus -- Авлига

  - Род Pica -- Свраки
    - Pica pica -- Сврака

  - Род Pyrrhocorax -- Алпийски гарги
    - Pyrrhocorax graculus -- Жълтоклюна гарга, алпийска гарга, хайдушка гарга
    - Pyrrhocorax pyrrhocorax -- Червеноклюна гарга (в)
- Семейство Fringillidae -- Чинкови
  - Род Bucanetes
    - Bucanetes githagineus – Червеноклюна чинка (в)

  - Род Calcarius -- Лапландски овесарки (преди отделяни в сем. Emberizidae)
    - Calcarius lapponicus -- Лапландска овесарка (в)

  - Род Carduelis -- Скатии
    - Carduelis carduelis -- Кадънка (Щиглец)
    - Carduelis chloris -- Зеленика
    - Carduelis spinus -- Елшова скатия
    - Carduelis flavirostris -- Жълтоклюно конопарче (преди Acanthis flavirostris)
    - Carduelis flammea -- Брезова скатия (преди Acanthis flammea)
    - Carduelis cannabina -- Обикновено конопарче (преди Acanthis cannabina)

  - Род Carpodacus -- Червени чинки
    - Carpodacus erythrinus -- Червена чинка

  - Род Coccothraustes -- Черешарки
    - Coccothraustes coccothraustes -- Черешарка

  - Род Emberiza -- Овесарки (преди отделяни в сем. Emberizidae)
    - Emberiza calandra -- Сива овесарка
    - Emberiza cia -- Сивоглава овесарка
    - Emberiza cirlus -- Зеленогуша овесарка
    - Emberiza citrinella -- Жълта овесарка
    - Emberiza hortulana -- Градинска овесарка
    - Emberiza leucocephalos -- Белоглава овесарка (в)
    - Emberiza melanocephala -- Черноглава овесарка
    - Emberiza pusilla -- Малка овесарка (в)
    - Emberiza rustica -- Белогуша овесарка (в)
    - Emberiza schoeniclus -- Тръстикова овесарка

  - Род Fringilla -- Чинки
    - Fringilla coelebs -- Обикновена чинка
    - Fringilla montifringilla -- Планинска чинка

  - Род Loxia -- Кръсточовки
    - Loxia curvirostra -- Обикновена кръсточовка
    - Loxia leucoptera -- Белокрила кръсточовка (в)

  - Род Plectrophenax -- Снежни овесарки (преди отделяни в сем. Emberizidae)
    - Plectrophenax nivalis -- Снежна овесарка (В)

  - Род Pyrrhula -- Червенушки
    - Pyrrhula pyrrhula -- Червенушка

  - Род Serinus -- Канарчета
    - Serinus serinus -- Диво канарче

  - Род Rhodopechys -- Пустинни чинки
    - Rhodopechys obsoleta -- Пустинна чинка (срещана и като Rhodospiza obsoleta) (в)
- Семейство Hirundinidae -- Лястовицови
  - Род Delichon -- Градски лястовици
    - Delichon urbica -- Градска лястовица

  - Род Hirundo -- Лястовици
    - Hirundo daurica -- Червенокръста лястовица
    - Hirundo rupestris -- Скална лястовица
    - Hirundo rustica -- Селска лястовица

  - Род Riparia -- Брегови лястовици
    - Riparia riparia -- Брегова лястовица
- Семейство Laniidae -- Сврачкови
  - Род Lanius -- Сврачки
    - Lanius collurio -- Червеногърба сврачка
    - Lanius excubitor -- Сива сврачка
    - Lanius minor -- Черночела сврачка
    - Lanius nubicus -- Белочела сврачка
    - Lanius senator -- Червеноглава сврачка
- Семейство Muscicapidae -- Мухоловкови
  - Род Cercotrichas -- Трънковчета
    - Cercotrichas galactotes -- Трънковче (в)

  - Род Erithacus -- Червеногръдки (Червеношийки)
    - Erithacus rubecula -- Червеногръдка (Червеношийка)

  - Род Ficedula -- Жалобни мухоловки
    - Ficedula albicollis -- Беловрата мухоловка
    - Ficedula hypoleuca -- Жалобна мухоловка
    - Ficedula parva -- Червеногуша мухоловка
    - Ficedula semitorquata -- Полубеловрата мухоловка

  - Род Luscinia -- Славеи
    - Luscinia luscinia -- Северен славей
    - Luscinia megarhynchos -- Южен славей
    - Luscinia svecica -- Синьогушка

  - Род Monticola -- Скални дроздове
    - Monticola saxatilis -- Пъстър скален дрозд
    - Monticola solitarius -- Син скален дрозд

  - Род Muscicapa -- Мухоловки
    - Muscicapa striata -- Сива мухоловка

  - Род Oenanthe -- Каменарчета
    - Oenanthe deserti -- Пустинно каменарче (в)
    - Oenanthe hispanica -- Испанско каменарче
    - Oenanthe isabellina -- Ориенталско каменарче
    - Oenanthe leucura -- Черно каменарче (в)
    - Oenanthe oenanthe -- Сиво каменарче
    - Oenanthe pleschanka -- Черногърбо каменарче

  - Род Phoenicurus -- Червеноопашки
    - Phoenicurus ochruros -- Домашна червеноопашка
    - Phoenicurus phoenicurus -- Градинска червеноопашка

  - Род Saxicola -- Ливадарчета
    - Saxicola rubetra -- Ръждивогушо ливадарче
    - Saxicola maurus -- Сибирско ливадарче (в)
    - Saxicola torquata -- Черногушо ливадарче

  - Род Turdus -- Дроздове
    - Turdus iliacus -- Беловежд дрозд
    - Turdus merula -- Кос
    - Turdus philomelos -- Поен дрозд
    - Turdus pilaris -- Хвойнов дрозд
    - Turdus ruficollis -- Черногуш дрозд (в)
    - Turdus torquatus -- Белогуш дрозд
    - Turdus viscivorus -- Имелов дрозд
- Семейство Paridae -- Синигерови
  - Род Parus -- Синигерови
    - Parus ater -- Черен синигер
    - Parus caeruleus -- Син синигер
    - Parus cristatus -- Качулат синигер
    - Parus lugubris -- Жалобен синигер
    - Parus major -- Голям синигер
    - Parus montanus -- Матовоглав синигер
    - Parus palustris -- Лъскавоглав синигер

  - Род Remiz -- Торбогнезди синигери (Торбогнездни синигери) (отделяни преди в сем. Remizidae)
    - Remiz pendulinus -- Торбогнезд синигер (Торбогнезден синигер)

  - Род Tarsiger
    - Tarsiger cyanurus – Синьоопашка (в)
- Семейство Passeridae (Ploceidae) -- Врабчови (Тъкачови)
  - Род Anthus -- Бъбрици
    - Anthus campestris -- Полска бъбрица
    - Anthus cervinus -- Тундрова (червеногуша) бъбрица
    - Anthus novaeseelandiae -- Дългоопашата бъбрица
    - Anthus pratensis -- Ливадна бъбрица
    - Anthus richardi -- Степна бъбрица (в)
    - Anthus spinoletta -- Планинска бъбрица
    - Anthus trivialis -- Горска бъбрица

  - Род Motacilla -- Стърчиопашки
    - Motacilla alba -- Бяла стърчиопашка
    - Motacilla cinerea -- Планинска стърчиопашка
    - Motacilla citreola -- Жълтоглава стърчиопашка
    - Motacilla flava -- Жълта стърчиопашка

  - Род Passer -- Врабчета
    - Passer domesticus -- Домашно врабче
    - Passer hispaniolensis -- Испанско врабче (P. hispaniolensis Х P. italiae – Италианско врабче)
    - Passer montanus -- Полско врабче

  - Род Petronia -- Скални врабчета
    - Petronia petronia -- Скално врабче

  - Род Prunella -- Завирушки (Завирушкови)
    - Prunella collaris -- Пъстрогуша завирушка
    - Prunella modularis -- Сивогуша завирушка
- Семейство Regulidae -- Кралчета
  - Род Regulus -- Кралчета
    - Regulus ignicapillus -- Червеноглаво кралче
    - Regulus regulus -- Жълтоглаво кралче
- Семейство Sittidae -- Зидаркови
  - Род Sitta -- Зидарки
    - Sitta europaea -- Горска зидарка
    - Sitta neumayer -- Скална зидарка, западна скална зидарка

  - Род Tichodroma -- Скалолазки
    - Tichodroma muraria -- Скалолазка
- Семейство Sturnidae -- Скорецови (Скорцови)
  - Род Sturnus -- Скорци
    - Sturnus roseus -- Розов скорец (ЧК)
    - Sturnus vulgaris -- Обикновен скорец
- Семейство Sylviidae -- Коприварчета
  - Род Acrocephalus -- Шаварчета
    - Acrocephalus agricola -- Индийско шаварче
    - Acrocephalus arundinaceus -- Тръстиково шаварче
    - Acrocephalus dumetorum -- Градинско шаварче (в)
    - Acrocephalus melanopogon -- Мустакато шаварче
    - Acrocephalus paludicola -- Водно шаварче
    - Acrocephalus palustris -- Мочурно шаварче
    - Acrocephalus schoenobaenus -- Крайбрежно шаварче
    - Acrocephalus scirpaceus -- Блатно шаварче

  - Род Cettia -- Свилени шаварчета
    - Cettia cetti -- Свилено шаварче

  - Род Hippolais -- Присмехулници
    - Hippolais icterina -- Градински присмехулник
    - Hippolais olivetorum -- Голям маслинов присмехулник
    - Hippolais pallida -- Малък маслинов присмехулник

  - Род Locustella -- Цвъркачи
    - Locustella fluviatilis -- Речен цвъркач
    - Locustella luscinioides -- Тръстиков цвъркач
    - Locustella naevia -- Полски цвъркач

  - Род Panurus -- Мустакати синигери
    - Panurus biarmicus -- Мустакат синигер, мустакато тръстикарче (ЧК)

  - Род Phylloscopus -- Певци
    - Phylloscopus bonelli -- Планински певец
    - Phylloscopus borealis -- Северен певец (в)
    - Phylloscopus collybitus -- Елов певец
    - Phylloscopus inornatus -- Жълтовежд певец (в)
    - Phylloscopus proregulus -- Кралчев певец (в)
    - Phylloscopus sibilatrix -- Буков певец
    - Phylloscopus trochilus -- Брезов певец

  - Род Sylvia -- Коприварчета
    - Sylvia atricapilla -- Голямо черноглаво коприварче
    - Sylvia borin -- Градинско коприварче
    - Sylvia cantillans -- Червеногушо коприварче
    - Sylvia communis -- Голямо белогушо коприварче
    - Sylvia curruca -- Малко белогушо коприварче
    - Sylvia hortensis -- Орфеево коприварче
    - Sylvia melanocephala -- Малко черноглаво коприварче
    - Sylvia nana – Азиатско пустинно коприварче (в)
    - Sylvia nisoria -- Ястребогушо коприварче
    - Sylvia ruppeli -- Черногушо коприварче (в)

## Видове избягали или освободени от плен
Регистрирани са 8 вида, които не се признават за представители на орнитофауната на България.
Разред Anseriformes -- Гъскоподобни
- Семейство Anatidae -- Патицови
  - Род Aix -- Горски патици
    - Aix galericulata (Linnaeus, 1758) -- Мандаринка
    - Aix sponsa (Linnaeus, 1758) -- Каролинка

  - Род Chen -- Снежни гъски
    - Chen caerulescens (Linnaeus, 1758) -- Снежна гъска

  - Род Cygnus -- Лебеди
    - Cygnus atratus (Latham, 1790) -- Черен лебед

  - Род Mergus -- Нирци
    - Mergus cucullatus (Linnaeus, 1758) -- Американски нирец

Разред Columbiformes -- Гълъбоподобни
- Семейство Columbidae -- Гълъбови
  - Род Streptopelia -- Гургулици
    - Streptopelia roseogrisea (Sundevall, 1857) -- Африканска гугутка

Разред Galliformes -- Кокошоподобни
- Семейство Numididae -- Токачкови
  - Род Numida -- Токачки
    - Numida meleagris (Linnaeus, 1758) -- Шлемоглава токачка

Разред Psittaciformes -- Папагалоподобни
- Семейство Psittacidae -- Папагалови
  - Род Psittacula -- Огърлични (пръстенчати) папагали
    - Psittacula krameri (Scopoli, 1769) -- Малък огърличен папагал